# Łańcut (gmina wiejska)
Łańcut – gmina wiejska w województwie podkarpackim, w powiecie łańcuckim. W latach 1975–1998 gmina położona była w województwie rzeszowskim.
Siedzibą gminy jest Łańcut. W roku 2014 największą miejscowością gminy Łańcut była Kraczkowa licząca 3669 mieszkańców, a najmniejszą zaś Cierpisz, który liczył 846 mieszkańców. Najstarszą, lokowaną w 1369 roku wsią w gminie jest Kraczkowa.
Według danych z 30 czerwca 2004 gminę zamieszkiwało 20 216 osób. Natomiast według danych  31 grudnia 2017 roku gminę zamieszkiwało 21770 osób.

## Struktura powierzchni
Według danych z roku 2002 gmina Łańcut ma obszar 106,65 km², w tym:
- użytki rolne: 83%
- użytki leśne: 5%

Gmina stanowi 23,6% powierzchni powiatu.

## Demografia
Dane z 31 grudnia 2017 roku.
| Opis                              | Ogółem | Ogółem | Kobiety | Kobiety | Mężczyźni | Mężczyźni |
| --------------------------------- | ------ | ------ | ------- | ------- | --------- | --------- |
| jednostka                         | osób   | %      | osób    | %       | osób      | %         |
| populacja                         | 21 770 | 100    | 10 986  | 50,5    | 10 784    | 49,5      |
| gęstość zaludnienia (mieszk./km²) | 204    | 204    | 103     | 103     | 101       | 101       |

## Sołectwa
Albigowa, Cierpisz, Głuchów, Handzlówka, Kosina, Kraczkowa, Rogóżno, Sonina, Wysoka.

## Sąsiednie gminy
Białobrzegi, Chmielnik, Czarna, Gać, Krasne, Łańcut, Markowa, Przeworsk